# جندل (ولاية عين الدفلى)
جَنْدَل مدينة تابعة لولاية عين الدفلى إثر التقسيم الإداري 1984 وقبل ذلك كانت تابعة لولاية المدية يبلغ عدد سكانها قرابة 20 ألف نسمة. يحدها شمالاً مدينة بومدفع والحسينية وغرباً مدينة عين سلطان والخميس وجنوباً مدينتي عين الأشياخ ووادي الشرفاء وشرقاً مدينتي وامري وحناشة اللتين تتبعان ولاية المدية، وهي مدينة زراعية بامتياز حيث أنها تتميز بإنتاج الحبوب وكذلك البطاطا إلى جانب الكروم والدلاع.
.

## التسمية
جَنْدَل هي كلمة عربية تعني الحِجَارة. ولكنها ذكرت من قبل العلامة عبد الرحمن ابن خلدون وقال عنها أنها فرع من قبيلة حصين بن زغبة:
| جندل (ولاية عين الدفلى) | وأقطعتهم الدولة ما ولوه من نواحي المدينة وبلاد صنهاجة لحصين ولهؤلاء بطنان عظيمان جندل وخراش | جندل (ولاية عين الدفلى) |

## إدارة
وجدت الدراسات والبحوث الفرنسية انه يعود تاريخ جندل إلى قبل سنة 999ه /1597م وعند دخول المستعمر الفرنسي جعلها بلدية مختلطة تضم كل من حمام ريغة واد جر وامري مطماطة علماً انها كانت تابعة لمقاطعة مليانة.

## معرض صور

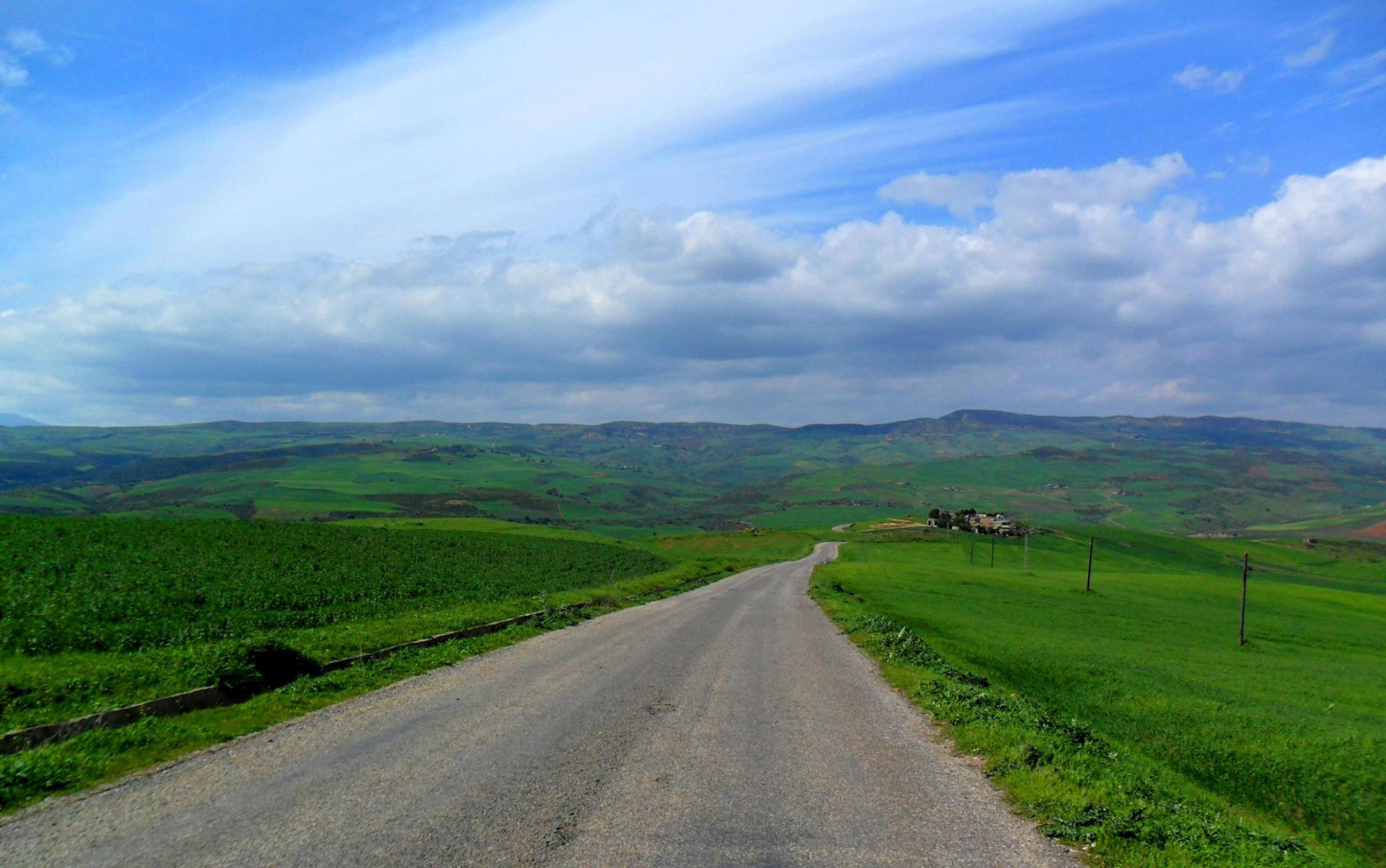
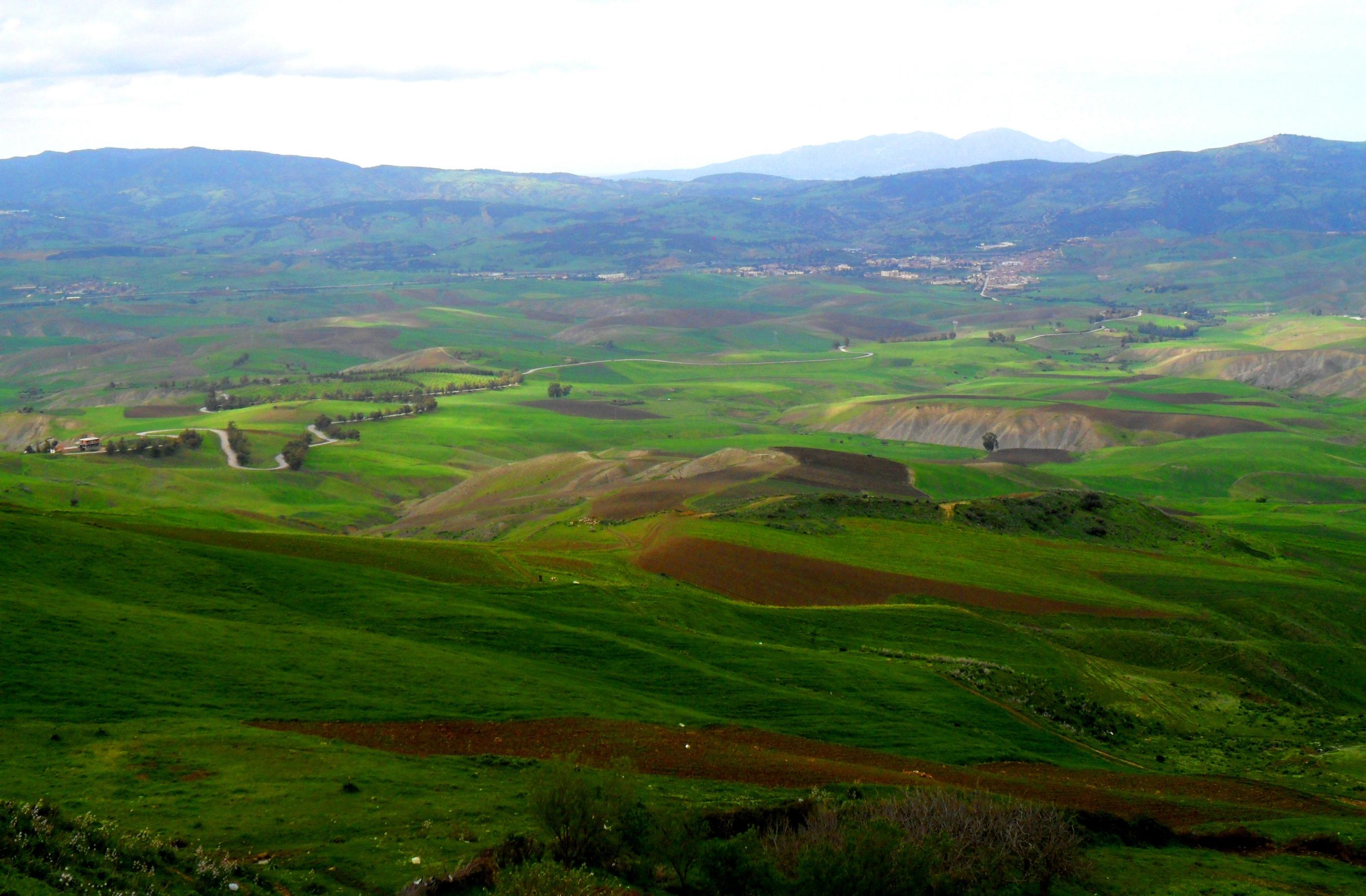
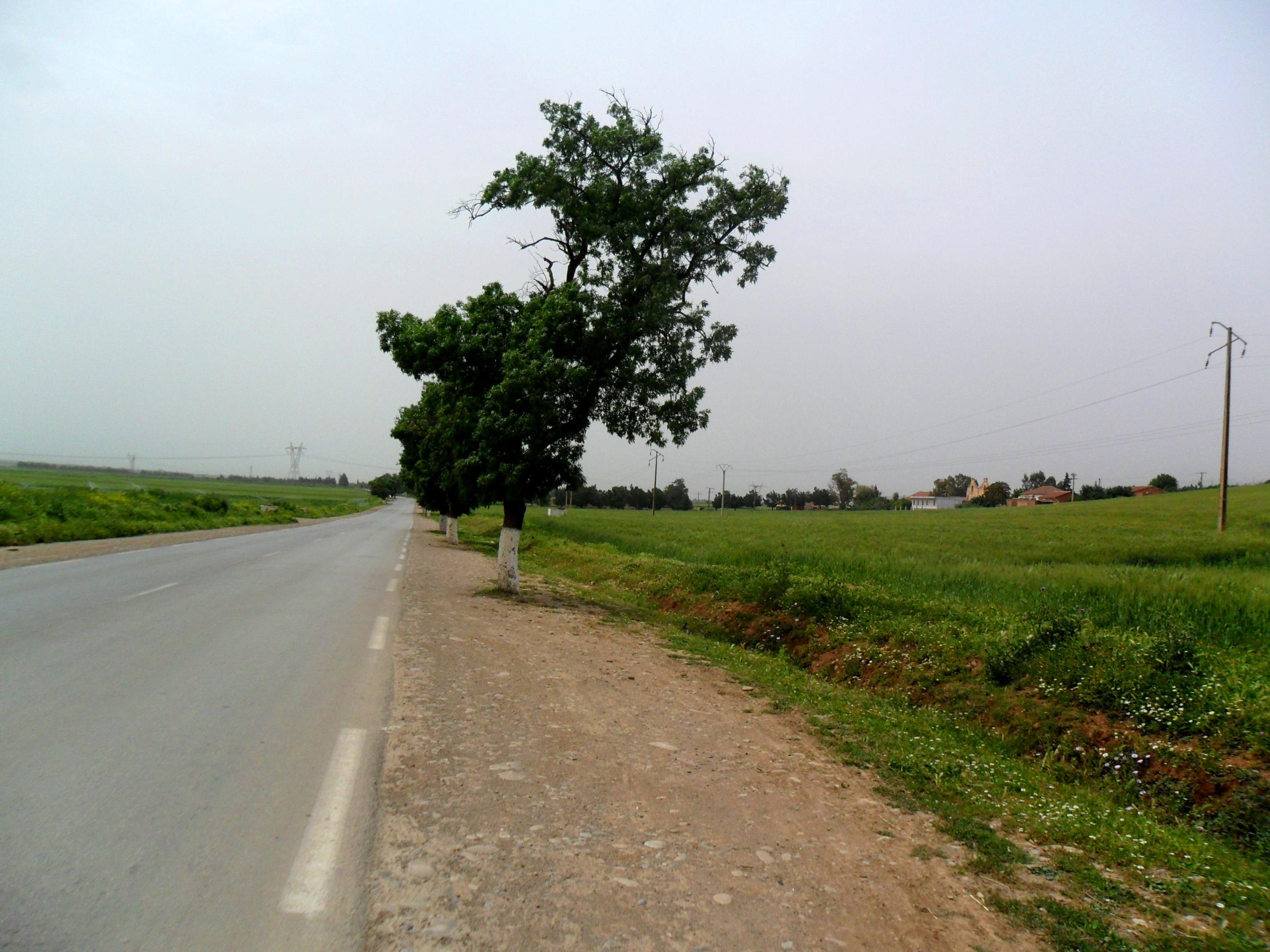
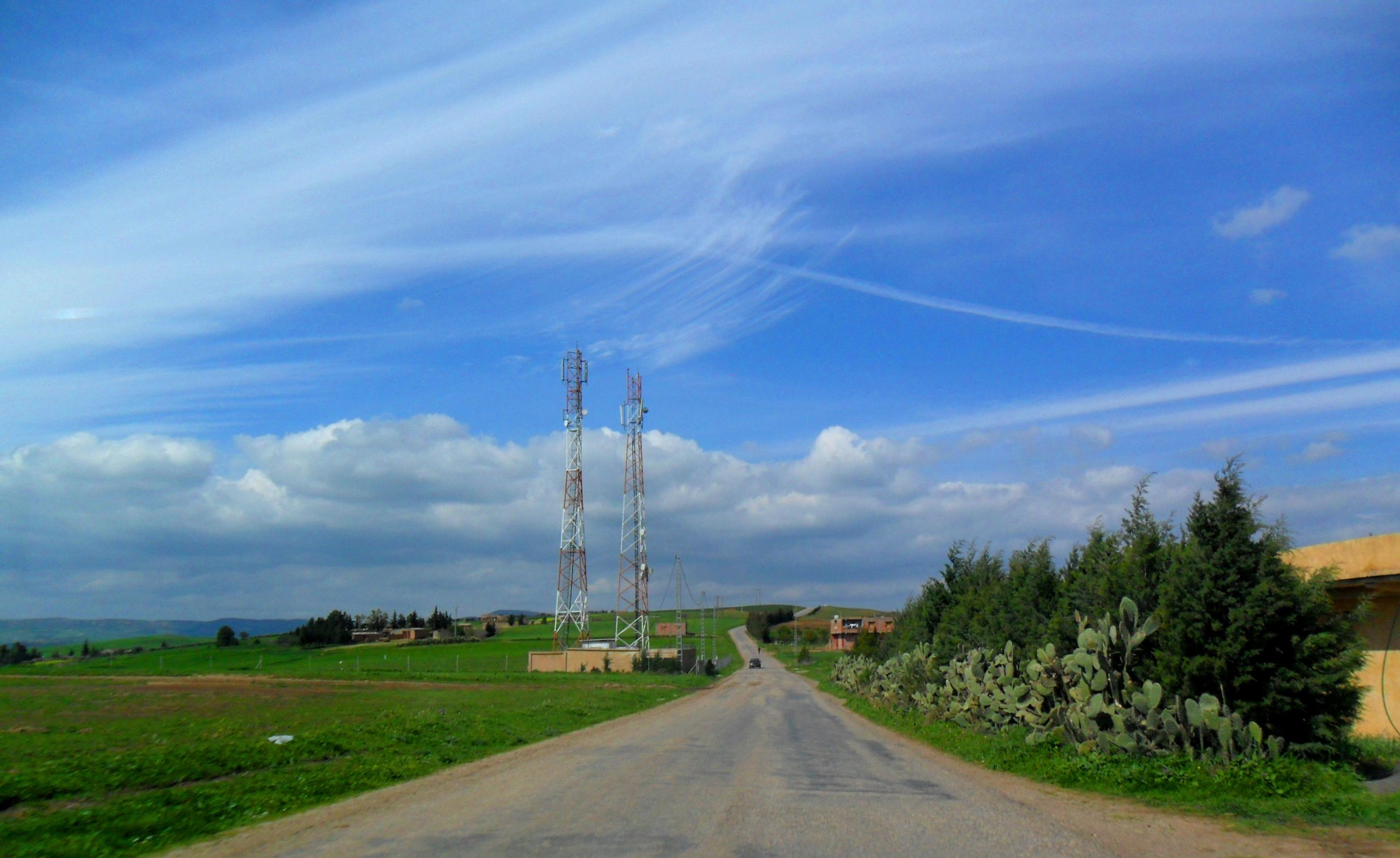

## وصلة خارجية
- بلديـة جندل